# Mort de Nina Pop
Le texte peut changer fréquemment, n’est peut-être pas à jour et peut manquer de recul. 
Le titre et la description de l'acte concerné reposent sur la qualification juridique retenue lors de la rédaction de l'article et peuvent évoluer en même temps que celle-ci.
Nina Pop, une femme trans afro-américaine, est retrouvée morte le 3 mai 2020 à Sikeston dans le  Missouri aux États-Unis. Elle a été poignardée de plusieurs coups de couteau dans son appartement,,,,.

## Nina Pop
Nina Pop est une femme transgenre Africaine Américaine de 28 ans qui travaillait dans un fast-food. Elle vivait à 145 miles au sud de Saint-Louis à Sikeston, dans le Missouri, une ville de 16 000 habitants.

## Conséquences
Le 15 mai à Dexter, Missouri, Joseph B. Cannon, un homme de 40 ans originaire de Poplar Bluff, est accusé du meurtre de Pop. Il est arrêté pour meurtre au deuxième degré. Cannon plaide non coupable, demande un défenseur public et attend son procès,. 11 laboratoires criminels, des organisations anti-violence et des services de police contribuent à l'enquête. 
Le département de la sécurité publique de Sikeston et un réseau de télévision local ont initialement mal assigné l'identité de genre de Pop lors de leurs enquêtes et reportages,. 
La Human Rights Campaign a déclaré que sa mort était au moins la dixième mort violente d'une personne trans américaine ou d'une personne non conforme au genre en 2020.

## Réponse de la communauté
Le projet Okra, une organisation qui se concentre initialement sur la lutte contre l'insécurité alimentaire dans la communauté trans noire, réunit 15 000 dollars pour constituer les Nina Pop Mental Health Recovery Fund et Tony McDade Mental Health Recovery Fund (Tony McDade (en) est un homme trans Africain Américain tué le 27 mai) afin de collecter des fonds pour une thérapie de santé mentale pour soutenir les personnes transgenres noires,,. 
Le 2 juin, des milliers de personnes se rassemblent pour une veillée et une manifestation au Stonewall Inn à New York, dans le but d'honorer Nina Pop et Tony McDade, ainsi que pour protester contre la violence policière et la violence transphobe contre la communauté transgenre noire,,,.